# Lemmus portenkoi
El lemming de la Isla Wrangel (Lemmus portenkoi) es una especie de roedor miomorfo de la familia Cricetidae.

## Distribución
Es  endémica de la isla de Wrangel en Rusia. Fue incluida como una subespecie del lemming siberiano (Lemmus sibiricus) por Jarrell y Fredga en 1993, mientras que Chernyavskii (también en 1993) la consideró como una especie separada.